# Beni Haoua
 (décembre 2011).
Si vous disposez d'ouvrages ou d'articles de référence ou si vous connaissez des sites web de qualité traitant du thème abordé ici, merci de compléter l'article en donnant les références utiles à sa vérifiabilité et en les liant à la section « Notes et références ».
Beni Haoua, (anciennement Tamdint), est une commune de la wilaya de Chlef en Algérie.
Beni Haoua tient son nom de la tribu amazigh qui l'habite. La langue amazigh est très usitée dans la région. Beni Haoua est connue pour sa plage, son port et la grotte du mine de fer .Elle compte 25 000 habitants.

## Géographie

### Situation
Elle est située à 170 km, à l'ouest d'Alger et 95 km au nord est de Chlef.
Un peu avant Ténès, une région littorale apparaît. Région montagneuse et forestière occupée par une tribu d'origine berbère, la tribu des Beni Haoua. Région naturelle, limitée à l'est par Oued Damous, appelé aussi Oued Lekbir ou Ighzer Amokrane, car c'est l'oued le plus grand après celui du Cheliff plus au sud. Au sud, au dela de l'Oued Lethnin, c'est le territoire de  tribu de Tacheta.
À l'ouest, une ligne de crête, allant de la mer au niveau de Kef Houas, un peu à l'est de Doumia (au kilomètre 170), longeant la crête, pour descendre vers l'oued Menterache, pour remonter vers Tamazguida et redescend enfin pour rejoindre l'Oued Lethnine. Cette tribu se singularise par ses mœurs et le langage parlé localement ainsi que le réseau de ses liens familiaux, comparativement aux autres tribus environnantes de Senfita au sud-ouest, de Beni Hidja à l'ouest, de Tacheta au sud et de Beni Boumilek-Zatima à l'est.
Sa situation géographique, tournée vers la mer et une zone montagneuse couverte de forets et la fertilité de ses sols, arrosée par plusieurs cours d'eau qui coulent à longueur d'année ont fait que l'arboriculture est très développée et pratiquée a grande échelle par les populations locales: figuiers, oliviers, vigne, pommiers, pruniers, amandiers, etc; et cela a attiré des populations  pour s'y établir depuis longtemps.
Aujourd'hui, le territoire de Beni Haoua se confond avec celui de l'ancienne commune de Beni Haoua qui érigée en Daïra (sous préfecture) englobe le territoire de la tribu des Beni Hidja.
La plus faible altitude coïncide avec la mer Méditerranée (niveau 0) et la plus haute est située au sommet du Djebel Bissa, qui culmine à plus de 1 000 m d'altitude, où durant la seconde guerre mondiale, les militaires américains avaient installé, après le débarquement allié en Afrique du Nord, une antenne qui porte toujours le nom local (poteau américain), site aujourd'hui occupé par un détachement de l'armée algérienne.

### Relief, géologie, hydrographie
Cette partie du Dahra algérois est une zone à reliefs moyens, naguère boisée, mais aujourd'hui qui l'est très peu, sauf en de rares endroits comme la forêt domaniale de Bissa. Cette forêt compte du chêne liège, du chêne vert, des pins, du houx ; des arbres fruitiers sauvages tels que les cerisiers et les ronces. La partie maquis compte surtout de la bruyère, du ciste et de la lavande au sein d'un tapis de lentisque très dense. D'autres espèces végétales peuplent ce territoire aussi. Forêt bien arrosée en hiver et au printemps, elle maintient sa verdure toute l'année. D'autres petites forêts ont résisté à la déforestation et aux incendies chroniques. La forêt de Menterache, de Bouchghal ou Bourchghal et de Tamezguida.
C'est aussi une zone riche en terrains géologiquement intéressant et en minéralisations utiles. La région de Beni Haoua, prolongement oriental de Ténès appartient au Tell septentrional, zone comprise entre la vallée de Cheliff, la terminaison occidentale de la Mitidja et au nord la Méditerranée ainsi que les deux massifs littoraux de Ténès à l'ouest et celui du Chenoua à l'est. Cette partie de la chaîne alpine d'Afrique du Nord s'appelle Dahra algérois.
Les cours d'eau qui coulent même pendant la période estivale sont relativement nombreux. On en dénombre une dizaine (principaux et affluents) dont, l'Oued Lekbir (Oued lethine) avec plusieurs affluents importants (Oued Hamla et Oued Legseb) ; Oued Menterache, Oued Outar, Oued Goussine et Oued Bouchghal. Chacun des oueds a ses propres affluents qui limitent des versants et des lignes de crêtes, donnant une morphologie typiquement montagneuse à cette zone.

### Routes
La commune de Béni Haoua est desservie par plusieurs routes nationales :
- Route nationale 11 : RN11 (Route d'Oran).

### Faune et flore
Un patrimoine forestier y est très développé. Au nord, le pin maritime et le pin d'Alep couvrent des superficies importantes. À partir d'une certaine latitude, seul le chêne domine (le chêne vert, le chêne liège et d'autres espèces). À la place du pin, le genévrier et le lentisque peuplent la forêt mais sont moins importants que les deux espèces précédemment citées.
Le gibier y est encore présent: la perdrix et le lièvre sont les plus chassés. Les battues du chacal et du sanglier faisaient naguère la joie des chasseurs et des promeneurs. Sous prétexte qu'ils faisaient tort au bétail, des battues étaient régulièrement organisées pour les abattre.